# 1674
Portal Geschichte | Portal Biografien | Aktuelle Ereignisse | Jahreskalender | Tagesartikel

◄ |
16. Jahrhundert |
17. Jahrhundert
| 18. Jahrhundert | ►

◄ |
1640er |
1650er |
1660er |
1670er
| 1680er | 1690er | 1700er | ►

◄◄ |
◄ |
1670 |
1671 |
1672 |
1673 |
1674
| 1675 | 1676 | 1677 | 1678 | ► | ►►
Staatsoberhäupter  · Nekrolog   · Musikjahr
| Januar | Januar | Januar | Januar | Januar | Januar | Januar | Januar |
| Kw     | Mo     | Di     | Mi     | Do     | Fr     | Sa     | So     |
| ------ | ------ | ------ | ------ | ------ | ------ | ------ | ------ |
| 1      | 1      | 2      | 3      | 4      | 5      | 6      | 7      |
| 2      | 8      | 9      | 10     | 11     | 12     | 13     | 14     |
| 3      | 15     | 16     | 17     | 18     | 19     | 20     | 21     |
| 4      | 22     | 23     | 24     | 25     | 26     | 27     | 28     |
| 5      | 29     | 30     | 31     |        |        |        |        |

| Februar | Februar | Februar | Februar | Februar | Februar | Februar | Februar |
| Kw      | Mo      | Di      | Mi      | Do      | Fr      | Sa      | So      |
| ------- | ------- | ------- | ------- | ------- | ------- | ------- | ------- |
| 5       |         |         |         | 1       | 2       | 3       | 4       |
| 6       | 5       | 6       | 7       | 8       | 9       | 10      | 11      |
| 7       | 12      | 13      | 14      | 15      | 16      | 17      | 18      |
| 8       | 19      | 20      | 21      | 22      | 23      | 24      | 25      |
| 9       | 26      | 27      | 28      |         |         |         |         |

| März | März | März | März | März | März | März | März |
| Kw   | Mo   | Di   | Mi   | Do   | Fr   | Sa   | So   |
| ---- | ---- | ---- | ---- | ---- | ---- | ---- | ---- |
| 9    |      |      |      | 1    | 2    | 3    | 4    |
| 10   | 5    | 6    | 7    | 8    | 9    | 10   | 11   |
| 11   | 12   | 13   | 14   | 15   | 16   | 17   | 18   |
| 12   | 19   | 20   | 21   | 22   | 23   | 24   | 25   |
| 13   | 26   | 27   | 28   | 29   | 30   | 31   |      |

| April | April | April | April | April | April | April | April |
| Kw    | Mo    | Di    | Mi    | Do    | Fr    | Sa    | So    |
| ----- | ----- | ----- | ----- | ----- | ----- | ----- | ----- |
| 13    |       |       |       |       |       |       | 1     |
| 14    | 2     | 3     | 4     | 5     | 6     | 7     | 8     |
| 15    | 9     | 10    | 11    | 12    | 13    | 14    | 15    |
| 16    | 16    | 17    | 18    | 19    | 20    | 21    | 22    |
| 17    | 23    | 24    | 25    | 26    | 27    | 28    | 29    |
| 18    | 30    |       |       |       |       |       |       |

| Mai | Mai | Mai | Mai | Mai | Mai | Mai | Mai |
| Kw  | Mo  | Di  | Mi  | Do  | Fr  | Sa  | So  |
| --- | --- | --- | --- | --- | --- | --- | --- |
| 18  |     | 1   | 2   | 3   | 4   | 5   | 6   |
| 19  | 7   | 8   | 9   | 10  | 11  | 12  | 13  |
| 20  | 14  | 15  | 16  | 17  | 18  | 19  | 20  |
| 21  | 21  | 22  | 23  | 24  | 25  | 26  | 27  |
| 22  | 28  | 29  | 30  | 31  |     |     |     |

| Juni | Juni | Juni | Juni | Juni | Juni | Juni | Juni |
| Kw   | Mo   | Di   | Mi   | Do   | Fr   | Sa   | So   |
| ---- | ---- | ---- | ---- | ---- | ---- | ---- | ---- |
| 22   |      |      |      |      | 1    | 2    | 3    |
| 23   | 4    | 5    | 6    | 7    | 8    | 9    | 10   |
| 24   | 11   | 12   | 13   | 14   | 15   | 16   | 17   |
| 25   | 18   | 19   | 20   | 21   | 22   | 23   | 24   |
| 26   | 25   | 26   | 27   | 28   | 29   | 30   |      |

| Juli | Juli | Juli | Juli | Juli | Juli | Juli | Juli |
| Kw   | Mo   | Di   | Mi   | Do   | Fr   | Sa   | So   |
| ---- | ---- | ---- | ---- | ---- | ---- | ---- | ---- |
| 26   |      |      |      |      |      |      | 1    |
| 27   | 2    | 3    | 4    | 5    | 6    | 7    | 8    |
| 28   | 9    | 10   | 11   | 12   | 13   | 14   | 15   |
| 29   | 16   | 17   | 18   | 19   | 20   | 21   | 22   |
| 30   | 23   | 24   | 25   | 26   | 27   | 28   | 29   |
| 31   | 30   | 31   |      |      |      |      |      |

| August | August | August | August | August | August | August | August |
| Kw     | Mo     | Di     | Mi     | Do     | Fr     | Sa     | So     |
| ------ | ------ | ------ | ------ | ------ | ------ | ------ | ------ |
| 31     |        |        | 1      | 2      | 3      | 4      | 5      |
| 32     | 6      | 7      | 8      | 9      | 10     | 11     | 12     |
| 33     | 13     | 14     | 15     | 16     | 17     | 18     | 19     |
| 34     | 20     | 21     | 22     | 23     | 24     | 25     | 26     |
| 35     | 27     | 28     | 29     | 30     | 31     |        |        |

| September | September | September | September | September | September | September | September |
| Kw        | Mo        | Di        | Mi        | Do        | Fr        | Sa        | So        |
| --------- | --------- | --------- | --------- | --------- | --------- | --------- | --------- |
| 35        |           |           |           |           |           | 1         | 2         |
| 36        | 3         | 4         | 5         | 6         | 7         | 8         | 9         |
| 37        | 10        | 11        | 12        | 13        | 14        | 15        | 16        |
| 38        | 17        | 18        | 19        | 20        | 21        | 22        | 23        |
| 39        | 24        | 25        | 26        | 27        | 28        | 29        | 30        |

| Oktober | Oktober | Oktober | Oktober | Oktober | Oktober | Oktober | Oktober |
| Kw      | Mo      | Di      | Mi      | Do      | Fr      | Sa      | So      |
| ------- | ------- | ------- | ------- | ------- | ------- | ------- | ------- |
| 40      | 1       | 2       | 3       | 4       | 5       | 6       | 7       |
| 41      | 8       | 9       | 10      | 11      | 12      | 13      | 14      |
| 42      | 15      | 16      | 17      | 18      | 19      | 20      | 21      |
| 43      | 22      | 23      | 24      | 25      | 26      | 27      | 28      |
| 44      | 29      | 30      | 31      |         |         |         |         |

| November | November | November | November | November | November | November | November |
| Kw       | Mo       | Di       | Mi       | Do       | Fr       | Sa       | So       |
| -------- | -------- | -------- | -------- | -------- | -------- | -------- | -------- |
| 44       |          |          |          | 1        | 2        | 3        | 4        |
| 45       | 5        | 6        | 7        | 8        | 9        | 10       | 11       |
| 46       | 12       | 13       | 14       | 15       | 16       | 17       | 18       |
| 47       | 19       | 20       | 21       | 22       | 23       | 24       | 25       |
| 48       | 26       | 27       | 28       | 29       | 30       |          |          |

| Dezember | Dezember | Dezember | Dezember | Dezember | Dezember | Dezember | Dezember |
| Kw       | Mo       | Di       | Mi       | Do       | Fr       | Sa       | So       |
| -------- | -------- | -------- | -------- | -------- | -------- | -------- | -------- |
| 48       |          |          |          |          |          | 1        | 2        |
| 49       | 3        | 4        | 5        | 6        | 7        | 8        | 9        |
| 50       | 10       | 11       | 12       | 13       | 14       | 15       | 16       |
| 51       | 17       | 18       | 19       | 20       | 21       | 22       | 23       |
| 52       | 24       | 25       | 26       | 27       | 28       | 29       | 30       |
| 1        | 31       |          |          |          |          |          |          |

| Januar | Januar | Januar | Januar | Januar | Januar | Januar | Januar |
| Kw     | Mo     | Di     | Mi     | Do     | Fr     | Sa     | So     |
| ------ | ------ | ------ | ------ | ------ | ------ | ------ | ------ |
| 1      | 1      | 2      | 3      | 4      | 5      | 6      | 7      |
| 2      | 8      | 9      | 10     | 11     | 12     | 13     | 14     |
| 3      | 15     | 16     | 17     | 18     | 19     | 20     | 21     |
| 4      | 22     | 23     | 24     | 25     | 26     | 27     | 28     |
| 5      | 29     | 30     | 31     |        |        |        |        |

| Februar | Februar | Februar | Februar | Februar | Februar | Februar | Februar |
| Kw      | Mo      | Di      | Mi      | Do      | Fr      | Sa      | So      |
| ------- | ------- | ------- | ------- | ------- | ------- | ------- | ------- |
| 5       |         |         |         | 1       | 2       | 3       | 4       |
| 6       | 5       | 6       | 7       | 8       | 9       | 10      | 11      |
| 7       | 12      | 13      | 14      | 15      | 16      | 17      | 18      |
| 8       | 19      | 20      | 21      | 22      | 23      | 24      | 25      |
| 9       | 26      | 27      | 28      |         |         |         |         |

| März | März | März | März | März | März | März | März |
| Kw   | Mo   | Di   | Mi   | Do   | Fr   | Sa   | So   |
| ---- | ---- | ---- | ---- | ---- | ---- | ---- | ---- |
| 9    |      |      |      | 1    | 2    | 3    | 4    |
| 10   | 5    | 6    | 7    | 8    | 9    | 10   | 11   |
| 11   | 12   | 13   | 14   | 15   | 16   | 17   | 18   |
| 12   | 19   | 20   | 21   | 22   | 23   | 24   | 25   |
| 13   | 26   | 27   | 28   | 29   | 30   | 31   |      |

| April | April | April | April | April | April | April | April |
| Kw    | Mo    | Di    | Mi    | Do    | Fr    | Sa    | So    |
| ----- | ----- | ----- | ----- | ----- | ----- | ----- | ----- |
| 13    |       |       |       |       |       |       | 1     |
| 14    | 2     | 3     | 4     | 5     | 6     | 7     | 8     |
| 15    | 9     | 10    | 11    | 12    | 13    | 14    | 15    |
| 16    | 16    | 17    | 18    | 19    | 20    | 21    | 22    |
| 17    | 23    | 24    | 25    | 26    | 27    | 28    | 29    |
| 18    | 30    |       |       |       |       |       |       |

| Mai | Mai | Mai | Mai | Mai | Mai | Mai | Mai |
| Kw  | Mo  | Di  | Mi  | Do  | Fr  | Sa  | So  |
| --- | --- | --- | --- | --- | --- | --- | --- |
| 18  |     | 1   | 2   | 3   | 4   | 5   | 6   |
| 19  | 7   | 8   | 9   | 10  | 11  | 12  | 13  |
| 20  | 14  | 15  | 16  | 17  | 18  | 19  | 20  |
| 21  | 21  | 22  | 23  | 24  | 25  | 26  | 27  |
| 22  | 28  | 29  | 30  | 31  |     |     |     |

| Juni | Juni | Juni | Juni | Juni | Juni | Juni | Juni |
| Kw   | Mo   | Di   | Mi   | Do   | Fr   | Sa   | So   |
| ---- | ---- | ---- | ---- | ---- | ---- | ---- | ---- |
| 22   |      |      |      |      | 1    | 2    | 3    |
| 23   | 4    | 5    | 6    | 7    | 8    | 9    | 10   |
| 24   | 11   | 12   | 13   | 14   | 15   | 16   | 17   |
| 25   | 18   | 19   | 20   | 21   | 22   | 23   | 24   |
| 26   | 25   | 26   | 27   | 28   | 29   | 30   |      |

| Juli | Juli | Juli | Juli | Juli | Juli | Juli | Juli |
| Kw   | Mo   | Di   | Mi   | Do   | Fr   | Sa   | So   |
| ---- | ---- | ---- | ---- | ---- | ---- | ---- | ---- |
| 26   |      |      |      |      |      |      | 1    |
| 27   | 2    | 3    | 4    | 5    | 6    | 7    | 8    |
| 28   | 9    | 10   | 11   | 12   | 13   | 14   | 15   |
| 29   | 16   | 17   | 18   | 19   | 20   | 21   | 22   |
| 30   | 23   | 24   | 25   | 26   | 27   | 28   | 29   |
| 31   | 30   | 31   |      |      |      |      |      |

| August | August | August | August | August | August | August | August |
| Kw     | Mo     | Di     | Mi     | Do     | Fr     | Sa     | So     |
| ------ | ------ | ------ | ------ | ------ | ------ | ------ | ------ |
| 31     |        |        | 1      | 2      | 3      | 4      | 5      |
| 32     | 6      | 7      | 8      | 9      | 10     | 11     | 12     |
| 33     | 13     | 14     | 15     | 16     | 17     | 18     | 19     |
| 34     | 20     | 21     | 22     | 23     | 24     | 25     | 26     |
| 35     | 27     | 28     | 29     | 30     | 31     |        |        |

| September | September | September | September | September | September | September | September |
| Kw        | Mo        | Di        | Mi        | Do        | Fr        | Sa        | So        |
| --------- | --------- | --------- | --------- | --------- | --------- | --------- | --------- |
| 35        |           |           |           |           |           | 1         | 2         |
| 36        | 3         | 4         | 5         | 6         | 7         | 8         | 9         |
| 37        | 10        | 11        | 12        | 13        | 14        | 15        | 16        |
| 38        | 17        | 18        | 19        | 20        | 21        | 22        | 23        |
| 39        | 24        | 25        | 26        | 27        | 28        | 29        | 30        |

| Oktober | Oktober | Oktober | Oktober | Oktober | Oktober | Oktober | Oktober |
| Kw      | Mo      | Di      | Mi      | Do      | Fr      | Sa      | So      |
| ------- | ------- | ------- | ------- | ------- | ------- | ------- | ------- |
| 40      | 1       | 2       | 3       | 4       | 5       | 6       | 7       |
| 41      | 8       | 9       | 10      | 11      | 12      | 13      | 14      |
| 42      | 15      | 16      | 17      | 18      | 19      | 20      | 21      |
| 43      | 22      | 23      | 24      | 25      | 26      | 27      | 28      |
| 44      | 29      | 30      | 31      |         |         |         |         |

| November | November | November | November | November | November | November | November |
| Kw       | Mo       | Di       | Mi       | Do       | Fr       | Sa       | So       |
| -------- | -------- | -------- | -------- | -------- | -------- | -------- | -------- |
| 44       |          |          |          | 1        | 2        | 3        | 4        |
| 45       | 5        | 6        | 7        | 8        | 9        | 10       | 11       |
| 46       | 12       | 13       | 14       | 15       | 16       | 17       | 18       |
| 47       | 19       | 20       | 21       | 22       | 23       | 24       | 25       |
| 48       | 26       | 27       | 28       | 29       | 30       |          |          |

| Dezember | Dezember | Dezember | Dezember | Dezember | Dezember | Dezember | Dezember |
| Kw       | Mo       | Di       | Mi       | Do       | Fr       | Sa       | So       |
| -------- | -------- | -------- | -------- | -------- | -------- | -------- | -------- |
| 48       |          |          |          |          |          | 1        | 2        |
| 49       | 3        | 4        | 5        | 6        | 7        | 8        | 9        |
| 50       | 10       | 11       | 12       | 13       | 14       | 15       | 16       |
| 51       | 17       | 18       | 19       | 20       | 21       | 22       | 23       |
| 52       | 24       | 25       | 26       | 27       | 28       | 29       | 30       |
| 1        | 31       |          |          |          |          |          |          |

## Ereignisse

### Politik und Weltgeschehen

#### Osteuropa
- Osmanisch-Polnischer Krieg 1672–1676: Polen befindet sich in der Offensive.
- 19. bis 21. Juni: In einer Freien Wahl wird Johann III. Sobieski zum König von Polen gewählt und somit Herrscher von Polen-Litauen.

#### West- und Nordeuropa
- 19. Februar: Der Zweite Frieden von Westminster wird unterzeichnet. Er beendet den Dritten Englisch-Niederländischen Seekrieg und stellt den Zustand vor dem Krieg zwischen den beiden Nationen wieder her.

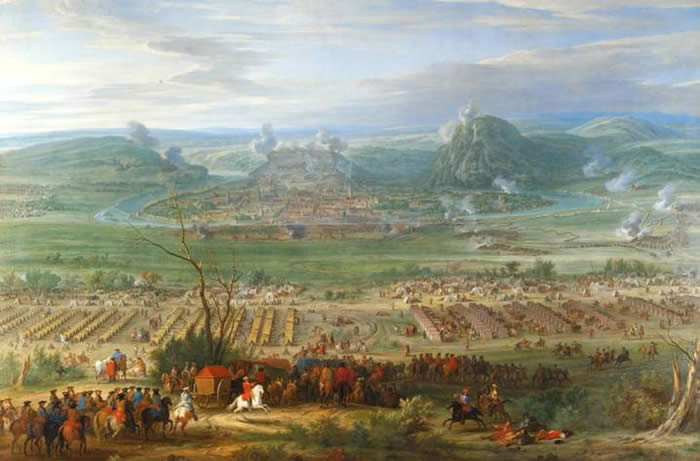
Belagerung von Besançon, Adam Frans van der Meulen

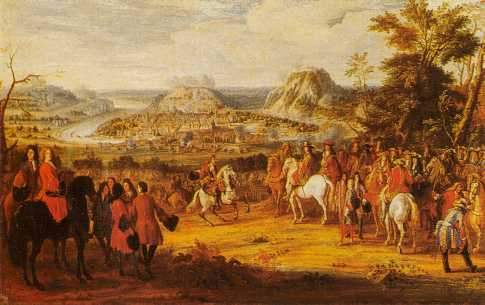
Belagerung von Besançon, Adam Frans van der Meulen

- 26. April bis 22. Mai: Im Holländischen Krieg belagert und erobert der französische König Ludwig XIV. die Stadt Besançon und gliedert die Franche-Comté in sein Reich ein. Besançon wird am 1. Oktober Hauptstadt der neuen Grafschaft.

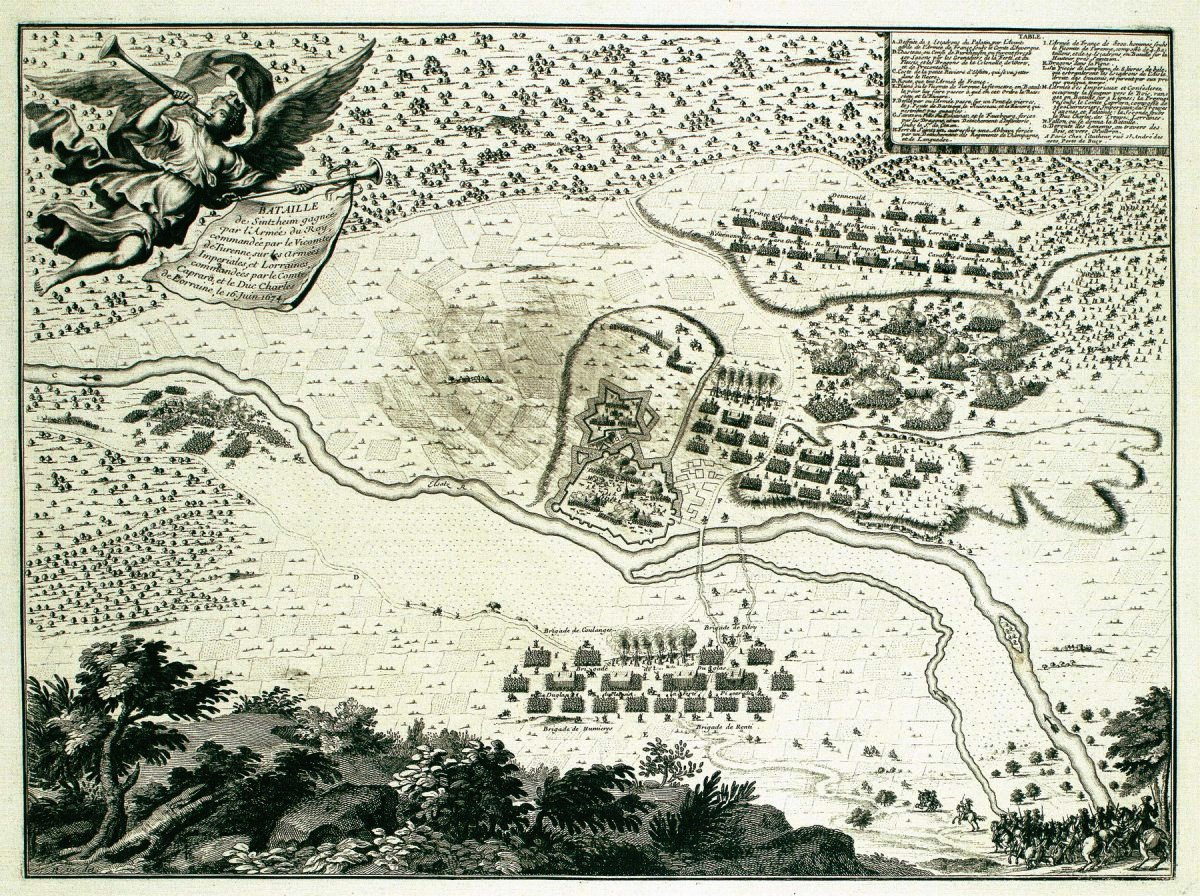
Schlacht bei Sinsheim, Kupferstich von Sébastien de Beaulieu 1698

- 16. Juni: Im Holländischen Krieg gelingt es dem französischen Heer unter Führung Turennes in der Schlacht bei Sinsheim den verschanzten kaiserlichen Truppen nach erbitterten Kämpfen den Rückzug aufzuzwingen.
- 2. Juli: Wilhelm Ludwig wird nach dem Tod seines Vaters Eberhard III. Herzog von Württemberg.
- 11. August: Die Schlacht bei Seneffe im Holländischen Krieg zwischen einer französischen Armee und einer Armee aus Niederländern, Spaniern und kaiserlichen Reichstruppen endet unentschieden. Beide Seiten reklamieren anschließend den Sieg für sich.

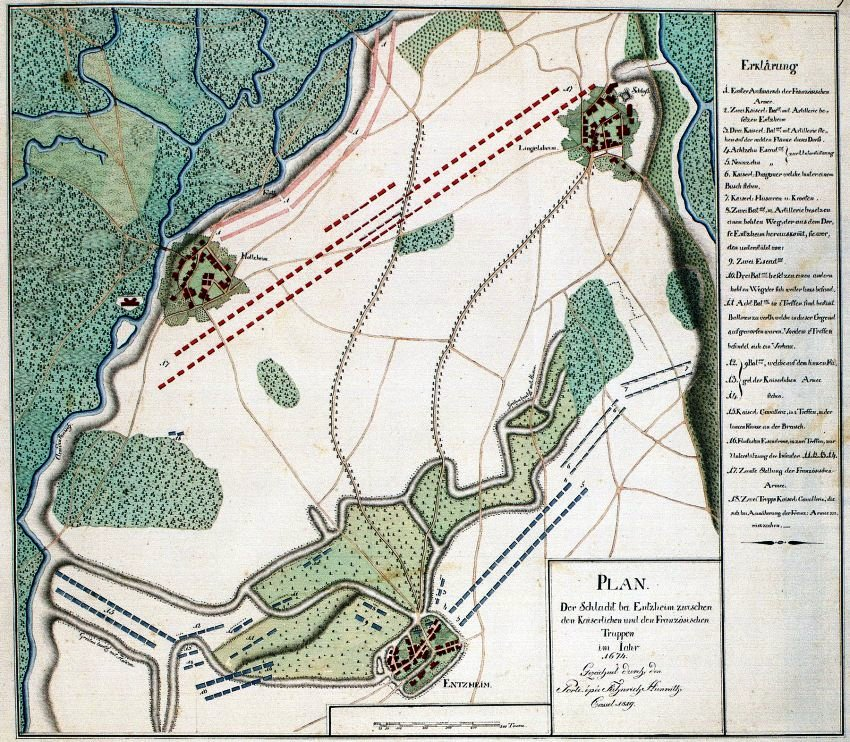
Plan der Schlacht bei Enzheim

- 4. Oktober: Einen unentschiedenen Ausgang gibt es in der Schlacht bei Enzheim zwischen kaiserlichen und französischen Truppen im Holländischen Krieg.
- 25. Dezember: Eine zwischen 13.700 und 16.000 Mann und 30 Geschütze starke schwedische Armee fällt ohne Kriegserklärung über Pasewalk in die Uckermark ein und löst damit den Schwedisch-Brandenburgischen Krieg aus.

#### Amerika und Karibik
- 19. Februar: Mit dem Frieden von Westminster endet der Dritte Englisch-Niederländische Krieg. Damit wird die niederländische Kolonie Nieuw Nederland endgültig englische Kolonie.
- 20. Juli: Ein niederländischer Versuch einer Landung auf der Karibikinsel Martinique im Zuge des Niederländisch-Französischen Konflikts in Europa wird von den dort stationierten französischen Kolonialtruppen abgewehrt.
- Nach einer Überwinterung in der Nähe des heutigen Chicago kehren Jacques Marquette und Louis Joliet von ihrer Erkundung der Großen Seen und des Mississippi River in die Zivilisation zurück.

### Wirtschaft
- Der sächsische Tuchhändler Benjamin Metzler gründet in Frankfurt am Main ein Handelsunternehmen, aus dem später das Bankhaus Metzler hervorgeht.
- Der westfälische Eisenwarenfabrikant und Kaufmann Johann Caspar Harkort I. gründet in Westerbauer bei Hagen   die Harkort’sche Fabrik, aus der später die 1930 stillgelegte Brückenbau-Gesellschaft Harkort in Duisburg-Hochfeld hervorgeht.

### Kultur
- Dieterich Buxtehude schreibt für seinen am 22. Januar verstorbenen Vater die Trauermusik Mit Fried und Freud.

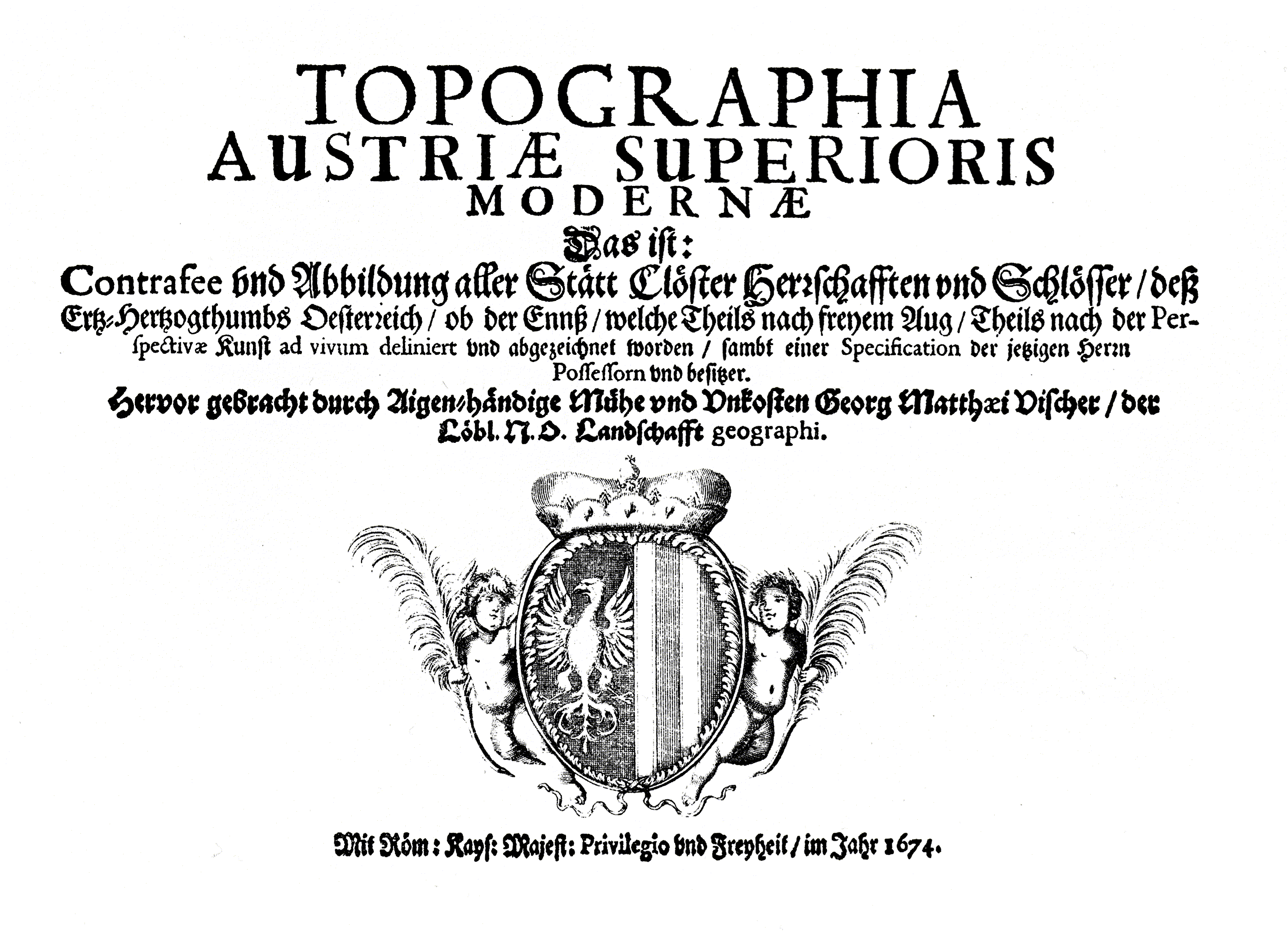
Titelblatt der Topographia mit oberösterreichischem Wappen

- Georg Matthäus Vischer veröffentlicht seine Topographia Austriae superioris modernae, eine Sammlung von 222 in Kupfer gestochenen Ansichten (Topografien) von zu Oberösterreich gehörenden Städten, Klöstern, Herrschaften und Schlössern.

### Religion
- Der Zürcher Professor Johann Heinrich Heidegger und sein Genfer Kollege François Turrettini verfassen den Consensus Helveticus, eine Verurteilung der Prädestinationslehre von Moyse Amyraut. Sie wird in den folgenden Jahren in der reformierten Schweiz für verbindlich erklärt.

## Historische Karten und Ansichten

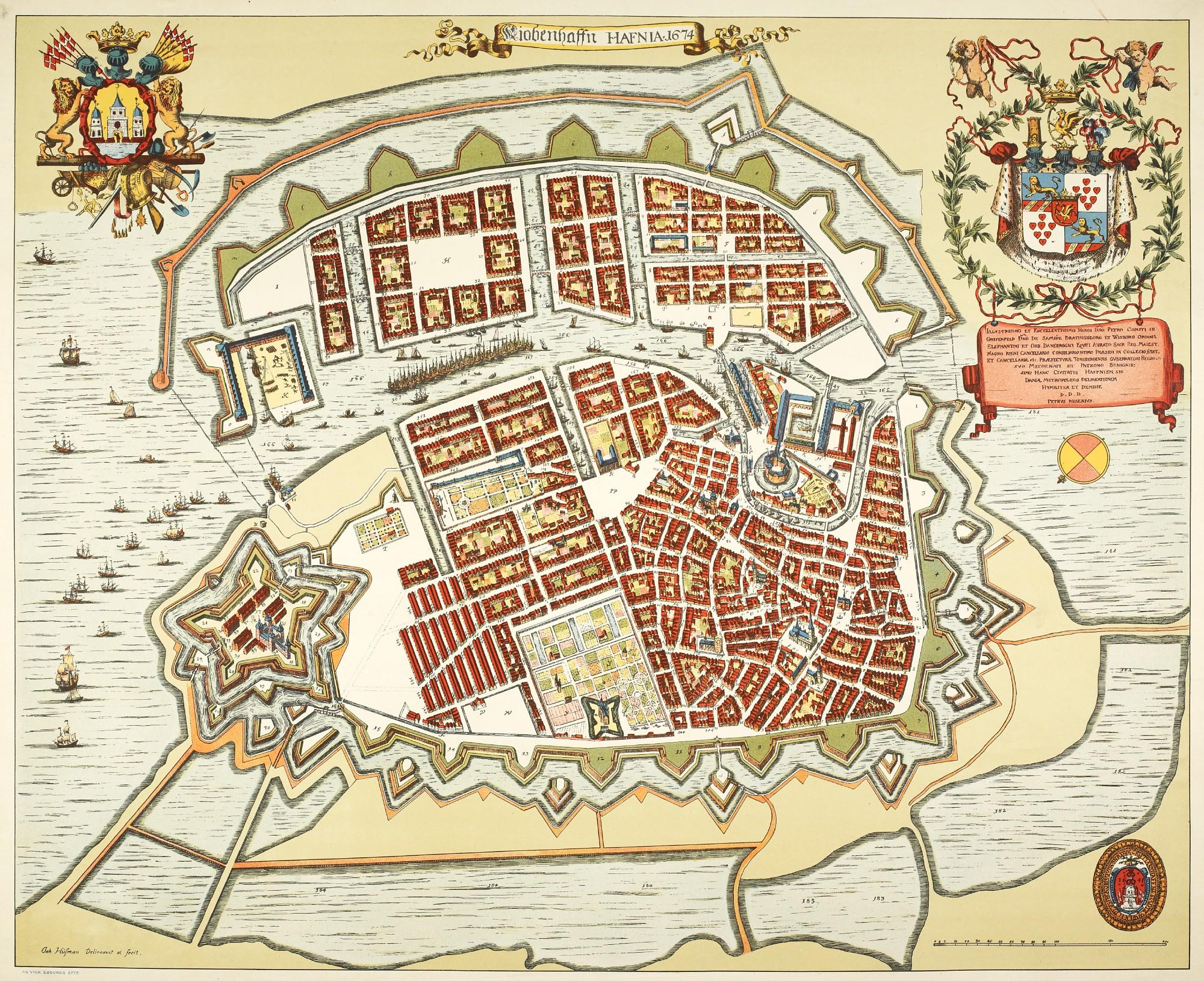
Kopenhagen 1674

## Geboren

### Geburtsdatum gesichert
- 04. Januar: Johann Siegmund Kirchmayer, deutscher evangelischer Geistlicher und Hochschullehrer († 1749)
- 12. Januar: Alexis Simon Belle, französischer Maler († 1734)
- 12. Januar: Leopold, Herzog von Schleswig-Holstein-Sonderburg-Wiesenburg und kaiserlicher Rat († 1744)
- 15. Januar: Johann Wilhelm Engelbrecht, deutscher Jurist und Hochschullehrer († 1729)
- 22. Januar: Dorothea Maria von Sachsen-Gotha-Altenburg, Herzogin von Sachsen-Meiningen († 1713)
- 23. Januar: Dorothea Christina von Aichelberg, als Frau von Karlstein die Gattin von Christian Karl von Schleswig-Holstein-Sonderburg-Plön-Norburg († 1762)
- 28. Januar: Jean Ranc, französischer Maler († 1735)
- 26. Februar: Wenzel Chotek von Chotkow, österreichischer Statthalter im Königreich Böhmen († 1754)
- 02. März: Johann Baptist Funtsch, deutscher Orgelbauer († 1743)
- 03. März: Friedrich Karl von Schönborn-Buchheim, Fürstbischof von Würzburg und Bamberg sowie Reichsvizekanzler († 1746)
- 05. März: Sophie Eleonore von Braunschweig-Wolfenbüttel-Bevern, welfische Prinzessin und Kanonissin im Stift Gandersheim († 1711)
- 14. März: Johann Anderson, deutscher Rechtsgelehrter, Politiker, Natur- und Sprachforscher († 1743)
- 20. März: Joaquín de Churriguera, spanischer Bildhauer und Architekt († 1724)
- 30. März: Jethro Tull, englischer Agrar-Pionier, gilt als Vater der Agrarwissenschaft († 1741)
- 05. April: Elisabeth Sophie von Brandenburg, Herzogin von Kurland, Markgräfin von Brandenburg-Bayreuth und Herzogin von Sachsen-Meiningen († 1748)
- 08. April: Johann Burckhardt Mencke, deutscher Gelehrter, Verleger und Herausgeber († 1732)
- 14. April: Johann Berenberg, deutscher Kaufmann und Genealoge († 1749)
- 23. Mai: James Scott, Earl of Dalkeith, schottischer Soldat († 1705)
- 26. Juni: Johann Jacob Syrbius, deutscher Philosoph und lutherischer Theologe († 1738)
- 28. Juni: Pier Leone Ghezzi, italienischer Maler, Radierer und Zeichner († 1755)
- 17. Juli: Isaac Watts, britischer Liederdichter († 1748)
- 02. August: Philippe II. de Bourbon, duc d’Orléans, Herzog von Chartres, Herzog von Orléans und Regent von Frankreich († 1723)
- 06. August: Jonathan Law, britischer Kolonialbeamter und Gouverneur der Colony of Connecticut († 1750)
- 12. August: Maria von Lothringen, Fürstin von Monaco († 1724)
- 15. August: Johann Heinrich Wedekind, deutscher Porträtmaler in Schweden und Russland († 1736)
- 20. August: Christian Karl von Schleswig-Holstein-Sonderburg-Plön-Norburg, brandenburg-preußischer Offizier († 1706)
- 03. Oktober: Giampietro Zanotti, italienischer Maler, Radierer, Dichter und Kunsthistoriker († 1765)
- 29. Oktober: Eleonore von Dönhoff, brandenburg-preußische Adelige († 1726)
- 07. November: Christian III., Pfalzgraf und Herzog von Pfalz-Zweibrücken († 1735)
- 09. November: Johann Adalbert Angermayer, deutsch-böhmischer Maler († 1740/1742)
- 19. November: Luca Antonio Colomba, Schweizer Maler († 1737)
- 09. Dezember: Paul Heinecken, deutscher Maler, Zeichner und Architekt († 1746)
- 27. Dezember: Auguste, Prinzessin von Dargun († 1756)

### Genaues Geburtsdatum unbekannt
- Isaac Rand, englischer Apotheker und Botaniker († 1743)
- Margret Zeerleder-Lutz, Schweizer Pietistin († 1750)

## Gestorben

### Erstes Halbjahr
- 03. Januar: Ludwig Heinrich, Pfalzgraf und Herzog von Simmern-Kaiserslautern (* 1640)
- 05. Januar: Ebba Magnusdotter Brahe, schwedische Hofdame und Geschäftsfrau (* 1596)
- 08. Januar: Justus van Egmont, niederländischer Maler (* 1601)
- 10. Januar: Jacob de Witt, Stadtregent und Bürgermeister von Dordrecht (* 1589)
- 12. Januar: Giacomo Carissimi, italienischer Komponist (* 1605)
- 16. Januar: Heinrich Rantzau der Jüngere, dänisch-deutscher Orientreisender (* 1599)
- 21. Januar: Henri de La Trémoille, Herzog von Thouars (* 1598)
- 13. Februar: Jean de Labadie, französisch-deutscher Mystiker und pietistischer Separatist (* 1610)
- 22. Februar: Jean Chapelain, französischer Schriftsteller (* 1595)
- 24. Februar: Matthias Weckmann, deutscher Komponist (* 1616)
- 000Februar: Egbert Jans van Leeuwarden, niederländischer Uhrmacher (* 1608)
- 02. März: Johann Heinrich Hummel, Schweizer evangelischer Geistlicher (* 1611)
- 13. März: Johann Paul Schor, österreichischer Maler (* 1615)
- 18. April: John Graunt, englischer Kurzwarenhändler, Begründer der Demographie und Wegbereiter der modernen Statistik (* 1620)
- 20. April: Anton von Graffenried, Schultheiss von Bern (* 1597)
- 22. April: Michael Gottschald, erzgebirgischer Hammerherr (* 1597)
- 29. April: Johann Andreas Bose, deutscher Historiker und Philologe (* 1626)
- 07. Mai: Heinrich Wolter von Streversdorf, Weihbischof in Köln und Mainz (* 1588)
- 04. Juni: Jan Lievens, niederländischer Maler (* 1607)
- 16. Juni: Tomás Yepes, spanischer Stilllebenmaler (* 1598)

### Zweites Halbjahr
- 02. Juli: Eberhard III., Herzog von Württemberg (* 1614)
- 12. Juli: Claes Tott, schwedischer Feldherr und Staatsmann (* 1630)
- 13. Juli: Johann Georg Crocius, deutscher reformierter Theologe (* 1629)
- 22. Juli: Pedro de Camprobín, spanischer Maler (* 1605)
- 29. Juli: Maria Ursula Kolb von Wartenberg, Erzieherin der Liselotte von der Pfalz (* 1618)
- 11. August: August, Dompropst von Magdeburg (* 1650)
- 12. August: Philippe de Champaigne, französischer Maler (* 1602)
- 27. August: Wenzel Scherffer von Scherffenstein, deutscher Barockdichter und Übersetzer (* um 1603)
- 30. August: Gerhard Schepeler, Ratsherr und Bürgermeister von Osnabrück (* 1615)
- 01. September: Auguste Magdalene von Hessen-Darmstadt, deutsche Adelige und Dichterin (* 1657)
- 05. September: Hermann Nottelmann, deutscher Pädagoge (* 1626)
- 10. September: Hermann Egon von Fürstenberg-Heiligenberg, Oberhofmeister, Kämmerer, Geheimrat und Hofmarschall des bayrischen Kurfürsten Ferdinand Maria (* 1627)
- 12. September: Nicolaes Tulp, niederländischer Chirurg (* 1593)
- 16. September: Johann Botsack, deutscher evangelischer Theologe (* 1600)
- 17. September: Hyeonjong, 18. König der Joseon-Dynastie in Korea (* 1641)
- 22. September: Gerbrand van den Eeckhout, niederländischer Maler (* 1621)
- 27. September: Thomas Traherne, englischer Dichter und Theologe (* 1636)
- 02. Oktober: Georg Friedrich, Graf  bzw. Fürst von Nassau-Siegen (* 1606)
- 10. Oktober: Michael Friedrich Lederer, deutscher Rechtswissenschaftler (* 1639)
- 04. November: Kanō Tan'yū, japanischer Maler (* 1602)
- 08. November: John Milton, englischer Dichter (* 1608)
- 17. November: Isbrand van Diemerbroeck, niederländischer Mediziner (* 1609)
- 20. November: Markus Otto, Gesandter von Straßburg bei den Verhandlungen zum Westfälischen Frieden (* 1600)
- 07. Dezember: Karl Emil von Brandenburg, Sohn des Großen Kurfürsten (* 1655)
- 09. Dezember: Edward Hyde, 1. Earl of Clarendon, englischer Staatsmann und Historiker (* 1609)
- 11. Dezember: Binjamin Mussaphia, jüdischer Philologe und Autor (* zwischen 1600 und 1606)
- 17. Dezember: Philipp Franz von Arenberg, Herzog von Arenberg und Herzog von Aarschot (* 1625)
- 20. Dezember: Peter Musaeus, deutscher evangelischer Theologe, Logiker und Metaphysiker (* 1620)

### Genaues Todesdatum unbekannt
- Claus von Ahlefeldt, Feldmarschall und Befehlshaber aller dänischen Streitkräfte in Norwegen (* 1614)
- Heinrich von Ahlefeldt, Herr der Adligen Güter Lehmkuhlen, Lindau, Glasau und Herr des Schlosses Heiligenstedten (* 1592)
- William Brenton, englischer Politiker